# Teleperformance
Teleperformance és una empresa internacional d'origen francès. Líder mundial en centres de trucades, s'ha diversificat des del 2017, afegint la gestió de la relació amb els clients multicanal, l'externalització de funcions de back-office i la moderació de xarxes socials.
El grup dona feina a més de 383.000 persones i va assolir una facturació de 5.732 milions d'euros el 2020. Està catalogat al CAC 40 des de juny de 2020.